# Келлі Райллі
Джессіка Келлі Шивон Райлі (англ. Kelly Reilly; *18 липня 1977, Лондон, Велика Британія) — британська акторка театру та кіно.

## Життєпис
Народилася і виросла в графстві Суррей, Англія, у сім'ї поліцейського та адміністратора лікарні. Навчалася в школі для дівчаток у Кінгстоні.

## Кар'єра
У середині 1990-х почала кар'єру з ролі в серіалі «Головний підозрюваний», після чого дебютувала на театральній сцені Лондона.
Першу головну роль виконала у фільмі жахів 2008 року «Райське озеро». Більш широку популярність здобула завдяки роботам у фільмах «Шерлок Холмс» (2009) і його сиквелі «Шерлок Холмс: Гра тіней» (2012), а також «Сортування» і «Я і Орсон Уеллс». У 2012 році виконала головну жіночу роль в американському фільмі «Рейс». У 2013 році Келлі Райлі отримала першу головну роль на американському телебаченні, у серіалі ABC «Чорний ящик».

## Особисте життя
Райлі була заручена з актором Джоною Лотаном у 2007 році. Наступного року вона зустрічалася з режисером Гаєм Річі.  У 2010 році Келлі познайомилася з фінансистом Кайлом Бауером у місті Марфа, штат Техас. Вони одружилися в Сомерсеті у 2012 році.

## Фільмографія
| Рік       |    | Українська назва                         | Оригінальна назва                     | Роль                      |
| --------- | -- | ---------------------------------------- | ------------------------------------- | ------------------------- |
| 2024      | ф  | Тут і зараз                              | Here                                  | Роуз Янг                  |
| 2023      | ф  | Привиди у Венеції                        | Haunting in Venice                    |                           |
| 2018—2023 | с  | Єллоустоун                               | Yellowstone                           | Бет Даттон                |
| 2021      | ф  |                                          | Promises                              | Лора                      |
| 2021      | ф  | Вісімка за срібло                        | Eight for Silver                      | Ізабель Лоран             |
| 2019      | ф  |                                          | Eli                                   | Роуз                      |
| 2018      | ф  | 10 на 10                                 | 10x10                                 | Кеті                      |
| 2017—2018 | с  | Британія                                 | Britannia                             | Керра                     |
| 2016      | ф  | День взяття Бастилії                     | Bastille Day                          | Карен Дейкр               |
| 2015      | с  | Справжній детектив (2-й сезон)           | True Detective                        | Джордан Семіон            |
| 2014      | с  |                                          | Black Box                             | д-р Кетрін Блек           |
| 2014      | ф  |                                          | Set Fire to the Stars                 | Кейтлін                   |
| 2014      | ф  | Небеса реальні                           | Heaven Is for Real                    | Соня Бурпо                |
| 2014      | ф  | Голгофа                                  | Calvary                               | Фіона Лавель              |
| 2013      | ф  |                                          | Innocence                             | Памела Гамільтон          |
| 2013      | ф  | Китайська головоломка                    | Chinese Puzzle / Casse-tête chinois   | Венді                     |
| 2013      | ф  | Одиночний постріл                        | A Single Shot                         | Джесс                     |
| 2012      | ф  | Рейс                                     | Flight                                | Ніколь Маген              |
| 2009—2012 | с  | Поза підозрою                            | Above Suspicion                       | Анна Тревіс               |
| 2011      | ф  | Шерлок Холмс: Гра тіней                  | Sherlock Holmes: A Game of Shadows    | Мері Морстен              |
| 2011      | ф  |                                          | Edwin Boyd / Citizen Gangster         | Дорін Бойд                |
| 2010      | ф  | Знайомство з другом                      | Ti presento un amico                  | Сара                      |
| 2010      | ф  |                                          | Meant to Be                           | Аманда                    |
| 2009      | ф  | Шерлок Холмс                             | Sherlock Holmes                       | Мері Морстен              |
| 2009      | ф  | Сортування                               | Triage                                | Діана                     |
| 2008      | ф  | Орсон Веллс і я                          | Me and Orson Welles                   | Мюріел Брасслер           |
| 2008      | ф  | Райське озеро                            | Eden Lake                             | Дженні                    |
| 2008      | тф |                                          | He Kills Coppers                      | Дженні                    |
| 2007      | тф |                                          | Joe's Palace                          | Шарлотта                  |
| 2007      | ф  |                                          | ПорхавкаPuffball                      | Ліффі                     |
| 2006      | тф |                                          | A for Andromeda                       | Крістін Джонс / Андромеда |
| 2005      | ф  | Місіс Гендерсон представляє              | Mrs Henderson Presents                | Морін                     |
| 2005      | ф  | Гордість та упередження                  | Pride & Prejudice                     | Керолайн Бінглі           |
| 2005      | ф  | Російські лялечки                        | Russian Dolls                         | Венді                     |
| 2004      | ф  | Розпусник                                | The Libertine                         | Джейн                     |
| 2003      | с  | Пуаро Агати Крісті                       | Agatha Christie's Poirot              | Мері Джеррард             |
| 2003      | ф  |                                          | Dead Bodies                           | Вів Маккормак             |
| 2002      | тф |                                          | The Safe House                        | Фінн (Фіона) Маккензі     |
| 2002      | ф  | Іспанський готель                        | L'Auberge Espagnole                   | Венді                     |
| 2001      | кф |                                          | Starched                              | покоївка                  |
| 2001      | ф  |                                          | Last Orders                           | Емі в юності              |
| 2000      | ф  |                                          | Peaches                               | Шеррі                     |
| 2000      | ф  | Заведемо дитинку                         | Maybe Baby                            | Німн                      |
| 1999      | тф |                                          | Sex 'n' Death                         | Джулі                     |
| 1999      | с  | (мінісеріал)                             | Wonderful You                         | Ненсі                     |
| 1998      | тф | Діти Нового лісу                         | Children of the New Forest            | Пейшенс Гітерстоун        |
| 1997      | с  | Історія Тома Джонса, знайди (мінісеріал) | The History of Tom Jones, a Foundling | Ненсі Міллер              |
| 1997      | с  |                                          | Pie in the Sky                        | Тіна                      |
| 1997      | с  | Ребекка (мінісеріал)                     | Rebecca                               | Клариса                   |
| 1996      | с  |                                          | Sharman                               | Софі Брайт                |
| 1996      | тф | Полдарк                                  | Poldark                               | Клоуенс Полдарк           |
| 1996      | с  |                                          | Bramwell                              | Кетлін Ле Сокс            |
| 1996      | с  |                                          | Ruth Rendell Mysteries                | Кімберлі                  |
| 1995      | тф |                                          | Prime Suspect: The Scent of Darkness  | Поллі Генрі               |
| 1995      | тф |                                          | Prime Suspect: Inner Circles          | Поллі Генрі               |
| 1995      | с  |                                          | The Biz                               | Лора                      |